# Penrith (Australië)
Penrith is een plaats in het grootstedelijk gebied van Sydney in de deelstaat New South Wales in Australië. In 2006 telde Penrith 11.396 inwoners op een oppervlakte van 12,33 km².
Penrith is de hoofdplaats van de gemeente (Local Government Area) City of Penrith.

## Geboren
- Renee McElduff (10 oktober 1991), freestyleskiester
- Brad Smith (9 april 1994), voetballer